# Malijai
Malijai è un comune francese di 2 002 abitanti situato nel dipartimento delle Alpi dell'Alta Provenza della regione della Provenza-Alpi-Costa Azzurra.
Si trova lungo il percorso del fiume Bléone.

## Società

### Evoluzione demografica
Abitanti censiti